# Breuhaus (Leichlingen)
Breuhaus war eine Ortslage in der Stadt Leichlingen (Rheinland) im Rheinisch-Bergischen Kreis. Die Ortslage ist heute nicht mehr als eigenständiger Wohnplatz wahrnehmbar, sondern Teil des historischen Leichlinger Stadtzentrums.

## Lage und Beschreibung
Breuhaus lag gegenüber der evangelischen Stadtkirche im Leichlinger Stadtzentrum östlich der Wupper im Bereich der heutigen Gartenstraße. Der Siedlungskern des Wohnplatzes ist in der geschlossenen Wohn- und Gewerbebebauung aufgegangen, der gesamte Ortsbereich ist heute Teil des Leichlinger Stadtzentrums.   
Weitere benachbarte, in die Kernstadt Leichlingens aufgegangene Orte sind neben dem alten Kirchdorf die Wohnplätze Am Hammer, Eicherhof, Brücke, Büscherhöfen, Büscherhof, Bechlenberg und Dorffeld.

## Geschichte
Der Name Breuhaus leitet sich vermutlich von einem Brauhaus ab. In dem Urkataster von 1829 ist am Ort der Flurname Im Brauhaus vermerkt. Der Wohnplatz ging noch im frühen 19. Jahrhundert in dem Kirchdorf Leichlingen auf, das heute den historischen Stadtkern von Leichlingen bildet.
1815/16 besaß der Ort 64 Einwohner, 1830 lebten 78 Menschen im als Weiler kategorisierten Ort.  1832 gehörte Breuhaus der Bürgermeisterei Leichlingen an. Der laut der Statistik und Topographie des Regierungsbezirks Düsseldorf als Hoftstadt kategorisierte Ort besaß zu dieser Zeit zehn Wohnhäuser und sechs landwirtschaftliche Gebäude. Zu dieser Zeit lebten 51 Einwohner im Ort, davon neun katholischen und 42 evangelischen Bekenntnisses.